# Brachyplatystoma
Genre
Synonymes
- Goslinia Myers, 1941[1]
- Merodontotus Britski, 1981[1]
- Piramutana Bleeker, 1858[2]
- Piratinga Bleeker, 1858[2]

Brachyplatystoma est un genre de poissons-chats de la famille des Pimelodidae. Comme l'indique le nom commun parfois utilisé de poisson-chat goliath, ce genre comprend certaines des plus grandes espèces de poisson-chat, dont le piraíba, B. filamentosum, qui atteint jusqu'à 3,6 mètres de longueur. On trouve les Brachyplatystoma dans les bassins de l'Amazone et de l'Orénoque, ainsi que dans d'autres habitats tropicaux d'eau douce et saumâtre en Amérique du Sud. Certaines espèces sont migratrices. Ces poissons sont importants comme poissons de consommation et, dans une certaine mesure, comme poissons d'aquarium.

## Taxonomie
Brachyplatystoma vient du grec brachys, platys et stoma, qui signifient respectivement court, plat et bouche. Le sous-genre Malacobagrus s'applique à B. capapretum, B. filamentosum, B. rousseauxii, et à l'espèce éteinte B. promagdalena, qui n'est connue que par des restes fossiles,.
Brachyplatystoma et son groupe frère monotypique Platynematichthys sont les seuls genres de la tribu Brachyplatystomatini. Ces deux genres sont caractérisés par deux synapomorphies, à savoir une vessie natatoire divisée en une partie antérieure et une partie postérieure triangulaire, ainsi qu'une crête ventrale sous le cleithrum, l'os principal supportant les nageoires pectorales.
Le genre Brachyplatystoma n'était pas monophylétique auparavant. Pour corriger cela, les genres Merodontotus et Goslinia sont maintenant tous deux inclus sous Brachyplatysoma. En outre, une nouvelle espèce a été décrite en 2005, ce qui porte le nombre d'espèces à sept espèces existantes. B. capapretum est apparenté à B. filamentosum.
B. flavicans n'est pas réellement une espèce de Brachyplatystoma ; ce nom est un synonyme communément utilisé de Zungaro zungaro.

## Anatomie et apparence
Les Brachyplatystoma présentent tous de longues barbillons maxillaires qui dépassent la nageoire dorsale chez toutes les espèces, mais peuvent même s'étendre jusqu'à la nageoire caudale. La nageoire caudale des Brachyplatystoma adultes est modérément ou profondément fourchue. Les Brachyplatystoma ont des jeunes pélagiques spécialisés avec des barbillons et des filaments de nageoires fortement allongés, et des épines pectorales fortement ornementées.
Ce genre est caractérisé par deux synapomorphies. L'une d'entre elles est la modification des muscles de la mâchoire. L'autre trait, plus évident, ne se trouve que chez les juvéniles et les subadultes, les rayons supérieurs et inférieurs de la nageoire caudale sont prolongés en longs filaments. Le B. vaillantii est l'espèce sœur de tous les autres Brachyplatystoma, marquée par des différences dans le crâne, la mâchoire et d'autres os. Le sous-genre Malacobagrus est caractérisé par sa ligne latérale dérivée, son appareil wébérien, une couverture branchiale subquadrangulaire (par opposition à triangulaire chez les autres espèces) et une épine pectorale.
Comme mentionné, une des caractéristiques de ce genre sont les filaments allongés de la nageoire caudale et les barbillons très longs sur les jeunes poissons. Chez la plupart des espèces, ces filaments ne sont pas aussi allongés chez les adultes, bien qu'ils soient conservés chez B. tigrinum, B. juruense et B. platynemum, et les filaments sont souvent sectionnés par d'autres poissons ou lors d'accidents. De nombreux Brachyplatystoma présentent une ombre inversée, c'est-à-dire que la surface dorsale est plus sombre, puis s'estompe pour laisser place à un ventre plus clair. Chez la plupart des espèces, ce phénomène est constant tout au long de la vie, bien qu'il y ait quelques exceptions. Les B. capapretum et B. filamentosum juvéniles présentent des taches dorsales et latérales qui disparaissent en grande partie chez la forme adulte. Les B. juruense et B. tigrinum juvéniles présentent des taches latérales qui s'étendent pour former des rayures verticales au fur et à mesure que le poisson grandit.
B. capapretum, décrit en 2005, a été précédemment mal identifié comme B. filamentosum. Ces deux espèces sont étroitement liées. Cependant, ces espèces diffèrent dans la dentition prémaxillaire, la coloration juvénile et adulte, la longueur du barbillon maxillaire adulte et la forme de la nageoire caudale. Ces deux espèces présentent des stades juvéniles tachetés, bien que chez B. capapretum ces taches soient beaucoup plus grandes que l'œil, alors que chez B. filamentosum ces taches sont à peu près de la même taille que l'œil. De plus, la section transversale du pédoncule caudal est arrondie chez ces deux espèces, par opposition à une section transversale plus profonde et plus fine chez les autres espèces de Brachyplatystoma. Le B. capapretum adulte a un dorsum très sombre, voire noir (son nom d'espèce est dérivé du portugais qui signifie cape noire), par opposition à la surface dorsale plus claire du B. filamentosum. Le Brachyplatystoma filamentosum est un des 10 plus gros poissons d'eau douce de la planète connu actuellement, pouvant mesurer jusqu'à 360 cm de long et peser près de 200 kg,. Même les espèces les plus modestes atteignent environ 60 cm,,. La taille des autres espèces varie de 1 à 2 mètres,,.
B. filamentosum et B. rousseauxii possèdent une mystérieuse glande "à lait" à la partie supérieure antérieure de leurs nageoires pectorales. Sa fonction est inconnue, mais en Colombie, ce poisson est connu sous le nom de lechero, qui signifie laitier.

## Répartition et habitat

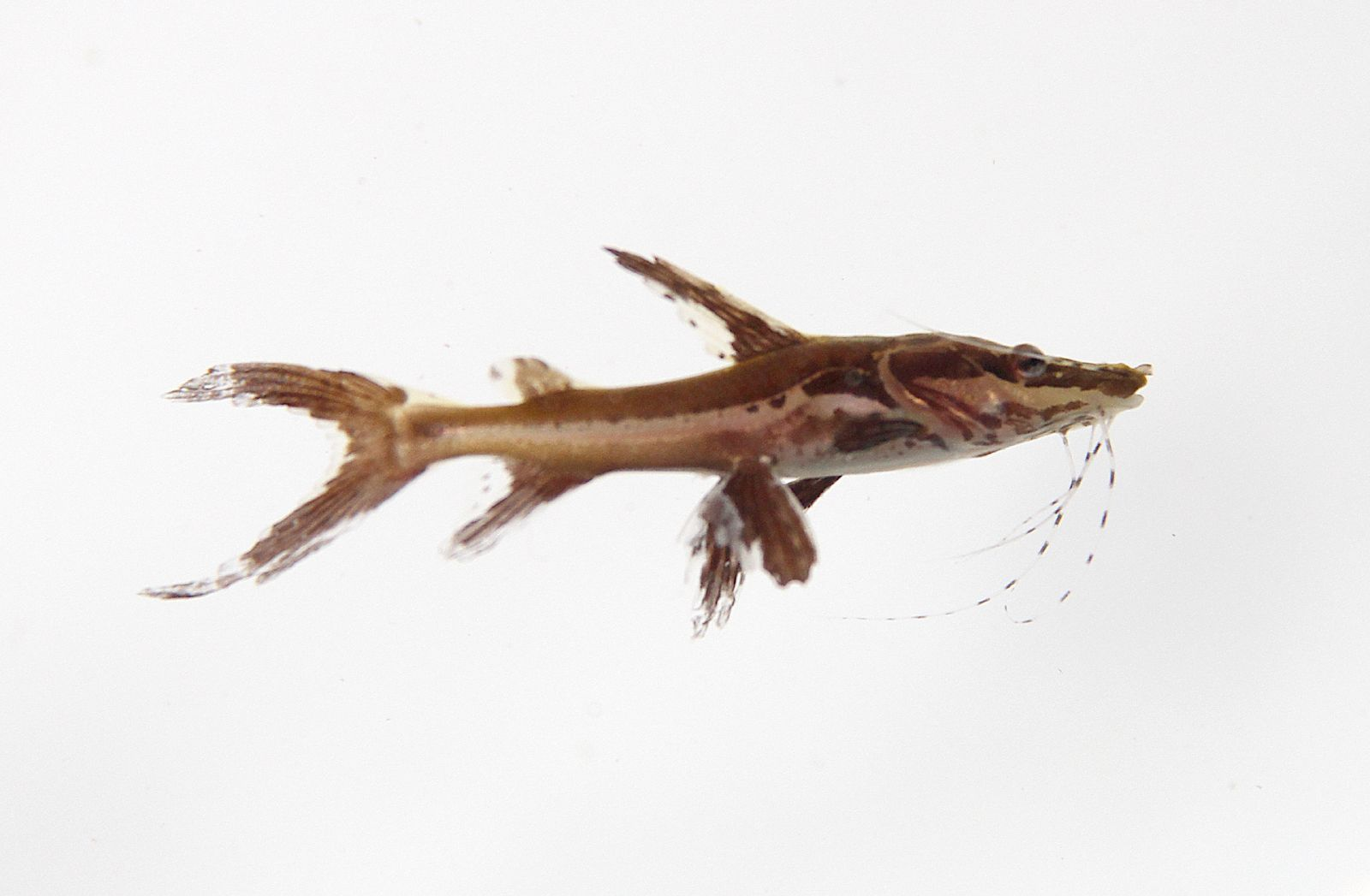
jeune Brachyplatystoma sp.

Les poissons de ce genre se trouvent dans l'Amazone, l'Orénoque et les Guyanes en Amérique du Sud. Le genre n'est pas présent à l'ouest ou au nord des Andes, ni dans la chaîne côtière vénézuélienne. Ces poissons vivent généralement dans des zones où le substrat est mou, comme la boue ou le sable,,. Le poisson-chat fossile B. promagdalena a été trouvé en Colombie dans une zone aujourd'hui drainée par le fleuve Magdalena, où les espèces de Brachyplatystoma sont actuellement absentes. Au cours du Miocène, cette zone avait été drainée par le système de l'Amazone et de l'Orénoque.

## Écologie
Ces poissons sont principalement piscivores On a affirmé que le contenu de l'estomac de B. filamentosum contenait parfois des singes et qu'il pouvait même s'attaquer à des humains.
Certaines des espèces de Brachyplatystoma migrent sur de longues distances pour se reproduire. Ceci est connu chez B. vaillantii, B. platynemum, et B. rousseauxii, mais les données sur les habitudes migratoires des autres espèces sont rares. Cette migration est associée aux rivières d'eau vive, car les eaux noires ne contiennent pas suffisamment de nourriture pour les Pimelodidés en migration. La maturité est synchronisée avec l'augmentation du niveau de la rivière. La migration commence lorsque le niveau de la rivière commence à augmenter avec l'arrivée de la saison des pluies,. Le B. rousseauxii a la plus longue migration de reproduction de tous les poissons d'eau douce. Depuis l'embouchure de l'Amazone, la migration peut s'étendre sur 5 500 kilomètres, un voyage qui peut durer cinq à six mois, avant de frayer dans les affluents occidentaux de l'Amazone. On suppose que le B. rousseauxii retourne dans l'affluent où il est né. Avant le frai, l'estomac de ces poissons est vide, en raison de leur grande efficacité digestive.
Les jeunes sont transportés en aval jusqu'à ce qu'ils atteignent les estuaires. Les juvéniles et les subadultes se trouvent couramment dans ces habitats. Ils peuvent même vivre dans des eaux saumâtres à cette époque. Ils vivront dans ces estuaires et embouchures de rivière pendant environ trois ans avant de rejoindre le cours inférieur de la rivière. À ce stade encore immature, ils peuvent former des groupes ou des bancs. Il s'agit du premier enregistrement de jeunes poissons migrateurs dans le bassin de l'Amazone.

## Relation avec les humains

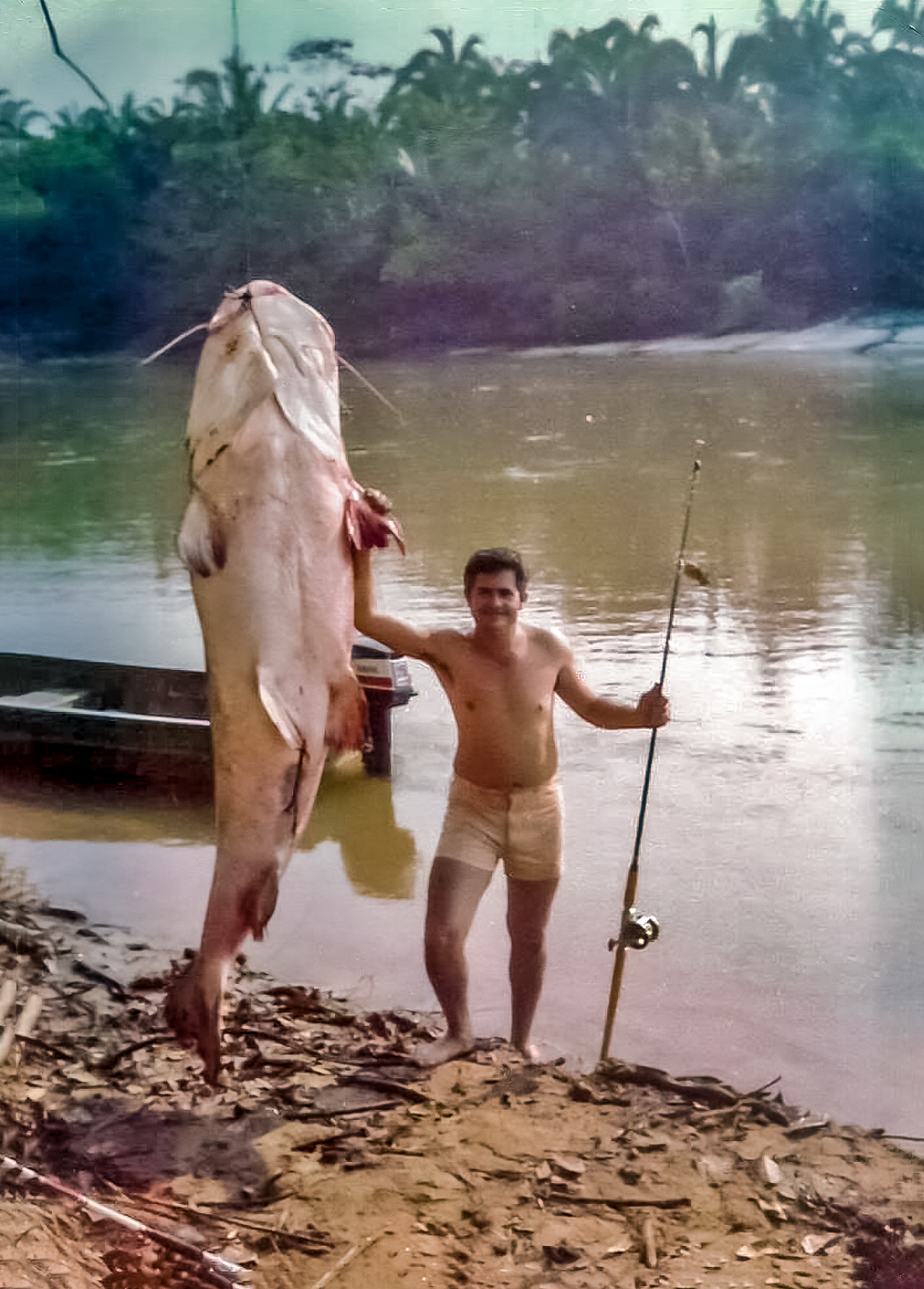
Brachyplatystoma filamentosa. Cette photo semble un canular mais, en observant bien, on entraperçoit que le poisson est accroché par la bouche à un câble.

Les Brachyplatystoma sont des poissons alimentaires importants. Dans le bassin de l'Amazone, des milliers de tonnes de poissons de ce genre sont capturés pour la consommation locale et l'exportation. Ces poissons sont généralement capturés à l'aide de palangres ou de filets dérivants,. Ils sont également capturés au moyen de harpons et de cordes munies de gros hameçons au bout. B. filamentosum est une pêcherie importante, et B. rousseauxii est devenu l'espèce la plus importante du bassin de l'Amazone. B. rousseauxii et B. vaillantii constituent un pourcentage important des poissons de consommation amazoniens. D'après une étude de l'IBAMA, B. vaillantii était de loin le poisson le plus capturé en poids dans l'Amazonie brésilienne en 1998, B. rousseauxii le quatrième et B. filamentosum le sixième (Semaprochilodus spp. deuxième, Prochilodus nigricans troisième et Brycon spp. cinquième). La chair de Brachyplatystoma est considérée comme étant d'excellente qualité,.
Les activités humaines sont préoccupantes dans la mesure où elles peuvent perturber ces poissons. Les barrages peuvent entraver la migration de ces poissons vers et depuis leurs sites de reproduction. La prospection de l'or peut également effrayer ces grands poissons-chats dans les zones où ils fraient. La déforestation peut également affecter les habitats de frai en amont. Étant donné que ces poissons peuvent migrer vers leur affluent d'origine, la surpêche dans une zone donnée peut réduire tout un groupe génétique. Dans certaines zones, les captures ont diminué en raison de la surpêche. Le B. rousseauxii est connu pour être surpêché, et cette même situation peut s'appliquer à d'autres Brachyplatystoma. Les taux de capture de B. filamentosum ont considérablement diminué depuis 1977.

## Dans l'aquarium
Les Brachyplatystoma sont généralement peu courants dans le commerce piscicole. La grande taille de beaucoup de ces poissons les empêche d'être maintenus dans n'importe quel aquarium, sauf les plus grands, ou dans les aquariums publics. Le B. tigrinum est un poisson très prisé dans le domaine de la pisciculture et l'un des poissons les plus chers de cette famille.
Ces poissons doivent être maintenus dans un aquarium bien oxygéné avec un courant élevé. En raison de leur grande taille, l'aquarium doit également être spacieux et les éventuels compagnons de bassin doivent être suffisamment grands pour ne pas être mangés. L'aquarium ne doit pas être très éclairé et des cachettes doivent être disponibles. La reproduction n'est pas signalée en captivité,.
En raison de la similarité entre B. tigrinum et B. juruense, ce dernier est souvent connu sous le nom de faux zébré ou faux tigrinus (car B. tigrinum était auparavant connu sous le nom de Merodontotus tigrinus).

## Liste des espèces
Selon BioLib (3 juillet 2020) :
- Brachyplatystoma capapretum Lundberg & Akama, 2005
- Brachyplatystoma filamentosum (Lichtenstein, 1819)
- Brachyplatystoma juruense (Boulenger, 1898)
- Brachyplatystoma platynemum Boulenger, 1898
- † Brachyplatystoma promagdalena Lundberg, 2005
- Brachyplatystoma rousseauxii (Castelnau, 1855)
- Brachyplatystoma tigrinum (Britski, 1981)
- Brachyplatystoma vaillantii (Valenciennes, 1840)